# Бруслаки
Бруслаки — село в Григориопольском районе непризнанной Приднестровской Молдавской Республики. Вместе с сёлами Гыртоп, Мариян и Мокряки входит в состав Гыртопского сельсовета.

## География
Село расположено на расстоянии 15 км от города Григориополь и 80 км от г. Кишинёв.

## Население
По данным 1997 года, в селе Бруслаки проживало 17 человек.

## История
Село Бруслаки было основано в 1923 году несколькими крестьянскими семьями на месте опустевшего немецкого хутора Нейфельд и не знало большого развития. В советский период оно входило в состав колхоза имени Калинина с правлением в селе Гыртоп. Объекты социального назначения находятся в сёлах Гыртоп и Маяк.
4 октября 2018 года село Бруслаки вошло в состав села Гыртоп.